# Mariano Puig Yago
Mariano Puig Yago (Torrent (Valencia), 25 juni 1898 – Valencia, 1978) is een Spaans componist, dirigent, fluitist en klarinettist.

## Levensloop
Puig Yago kreeg zijn eerste muzieklessen van zijn vader en speelde dwarsfluit en klarinet. Hij studeerde viool, harmonieleer, contrapunt en compositie aan het Conservatorio Superior de Música "Joaquin Rodrigo" in Valencia. Zijn docenten waren onder anderen Valentín Planella, Félix Soler Villalba en Luis Ayllón Portillo. In 1914 werd hij lid van de Banda Municipal de Valencia. 
Als dirigent werkte hij vanaf 1915 bij de Banda de Música in Torrent (Valencia) en vanaf 1920 bij de Corporación Musical de La Pobla de Vallbona. In 1921 richtte hij in Foios de Banda de Música Centre Artístic Musical Santa Cecilia de Foios op en was in de eerste acht jaren hun dirigent. Met dit orkest won hij in 1929 de eerste prijs tijdens het Certamen de Música de Requena. In 1928 werd hij dirigent van de Banda Sinfónica de la Sociedad Artístico Musical de Picassent en van 1931 tot 1968 van de Banda Sinfónica de la Societat Ateneu Musical de Cullera. Eveneens was hij van 1933 tot 1935 en van 1940 tot 1952 dirigent van de Banda "Ateneu Musical l' Esdevenidor" d'Alcàsser met wie hij aan 11 Certamens (Llíria, Valencia, Requena, Carcaixent, Murcia en Alcoy) deel naam en daarbij 9 eerste prijzen behaalde. Met de Band uit Cullera en met de Banda Sinfónica Sociedad Musical La Artística de Buñol won hij tijdens het Certamen International de Bandas de Música Ciutat de Valencia 3 eerste prijzen, 2 tweede prijzen en 2 derde prijzen in verschillende secties. In 1973 was hij mede-initiatiefnemer voor de fusie van de twee banda's te Torrent tot de nieuw opgerichte Banda Sinfónica Unió Musical de Torrent. Vanzelfsprekend was hij ook eerste dirigent van deze banda.
Naast voortreffelijke bewerkingen van klassieke werken voor banda zoals bijvoorbeeld de symfonische suite Shéhérazade van Nikolaj Rimski-Korsakov schreef hij eigen werken voor banda (harmonieorkest).

## Composities

### Werken voor harmonieorkest
- 1929 Las chicas del Music-Hall, paso-doble flamenco
- 1931 Ateneo musical, paso-doble[1]
- 1970 Ricardo de Fabra, paso-doble taurino - tekst: Santiago Julián Prieto Vallejo
- Artur Boix, paso-doble
- Consuelín Escolástica
- Foios, paso-doble
- Llevant, paso-doble
- Penya Vinaça, paso-doble

## Media
1. ↑  Ateneo musical door Banda Sinfónica Ateneo Musical de Cullera, o.l.v. Vicente Soler. Gearchiveerd op 14 februari 2015.

- Biblioteca Nacional de España: XX841574
- International Standard Name Identifier: 0000 0000 6032 0285
- Virtual International Authority File: 87661769
- WorldCat: E39PBJt8hWqcYQXXPCGwxKFYfq